# Dunkery Hill
Dunkery Hill, znany również jako Dunkery Beacon – najwyższy szczyt położony na terenie Parku Narodowego Exmoor w Anglii, w hrabstwie Somerset, niedaleko miejscowości Porlock.